# Bowling for Columbine
Bowling for Columbine (titulada Bowling for Columbine: Un país en armas, en Argentina, y Masacre en Columbine, en México) es una película documental estadounidense escrita, dirigida y narrada por Michael Moore que explora lo que el director sugiere son las principales causas de la masacre de Columbine en 1999 y de otros actos de violencia con armas de fuego en Estados Unidos.
Se centra en los antecedentes, en el entorno en el que ocurrió la masacre, las opiniones públicas comunes y diferentes puntos de vista de la sociedad estadounidense acerca del uso y posesión de armas.
Ganó varios premios, entre ellos el Óscar a la mejor película documental. Se empezó a proyectar el 11 de octubre del 2002. Participó en la selección oficial del Festival de Cine de Cannes de 2002.

## Contenido de la película
El documental Bowling for Columbine fue producido y protagonizado por Michael Moore. Toma como punto de partida la masacre del instituto Columbine (tiroteo que tuvo lugar en 1999 en la Columbine High School) para realizar una reflexión acerca de las causas de la violencia en los Estados Unidos.
En el documental se tratan varios temas: la violencia en las escuelas estadounidenses, el uso de armas por parte de civiles y la "teoría del miedo". Se muestra, desde el punto de vista de Moore, cómo los ciudadanos estadounidenses viven absortos en el miedo y en la ignorancia, causados principalmente por los medios de comunicación, y hace mucho énfasis en el hecho de que la única salida que encuentra la mayoría de la población es la posesión de armas de todo tipo y que su comercialización sea tan natural que cualquier persona pueda adquirirlas en un supermercado. También expresa que ese tipo de idea es inculcada desde la infancia por influencia paterna y por los medios de comunicación. Moore recalca que la sociedad estadounidense posee la idea de que, "por tener armas, se es un ciudadano más responsable" o "si no tienes armas, eres negligente" o incluso acudir a la policía solo por el hecho de que no está armada.
El cantante de rock Marilyn Manson dio su punto de vista, conforme a lo que se ha visto en la masacre de Columbine. Manson tuvo que cancelar parte de su gira por respeto a los fallecidos, ya que la influencia de los medios culpa a su música e incluso hasta su persona de haber sido la chispa de inicio de aquel desastre. Sin embargo, expresado en palabras del mismo, deja una pregunta al aire sobre todo lo que ha pasado, incluido el hecho que el presidente Bill Clinton ordenó bombardear Kosovo el día de la masacre de Columbine, cuestionando: "¿quién es más influyente, el presidente o Marilyn Manson?". En los últimos momentos de la entrevista se dialogó lo siguiente:
- Moore: Si pudieras decirle algo a los chicos de Columbine, ¿qué les dirías?
- Manson: No les diría una sola palabra. Escucharía lo que ellos tienen que decir, y eso es lo que nadie hizo.

Es necesario afirmar que alguien que no tenga amenazas, se muestre armado por las calles. Debe tenerse certeza de que la persona que va a manejar el o las armas, no sufra trastornos mentales. Está en manos de la legislación del país, el que se regulen claramente el manejo correcto de las armas compradas por los habitantes del país, inclusive los creadores de South Park quienes también son originarios de Columbine dieron su punto de vista no solo de la cultura armamentista, sino de la decadencia de la sociedad estadounidense debido al miedo, manipulación y represión por parte de los medios de comunicación incluso de la misma comunidad en general, hechos que los llevaron a crear esta serie satírica que hoy en día goza de fama mundial.
También se muestra un segmento animado donde se describe una breve recapitulación de la historia estadounidense, enfocándose a los antiguos peregrinos, quienes al sentirse inseguros e impotentes llevaron al territorio a un estado permanente de miedo desde su llegada hasta las épocas recientes, pasando por la época de la guerra civil y la esclavitud. El empresario armamentista de la época, Samuel Colt, la fundación de la NRA (Asociación Nacional del Rifle) y la consideración como grupo terrorista al Ku Klux Klan coincidiendo en el mismo año así como la segregación racial que se dio en años posteriores causando la migración de los grupos de raza blanca a los barrios de los suburbios donde permanecen a salvo según sus ideales.
Del mismo modo, Bowling for Columbine muestra la enorme contradicción en el pensamiento del sector pro-armas estadounidense teniendo estos como pensamiento fundamental que no hay ningún tipo de relación entre la masacre y las armas ya que estas fundamentalmente sirven para defender al pueblo estadounidense. Del mismo modo, en el documental se afirma que las muertes por disparo en los Estados Unidos se efectúan en manos de civiles y a causa de la pluralidad étnica, mientras que en Canadá, que también posee pluralidad étnica, el índice de muertes por disparo es mucho menor, ya que la gente no necesita armas para estar «tranquilos en sus casas». 
Entre las personalidades que Moore entrevista en este documental, se encuentra el actor Charlton Heston, uno de los líderes de la Asociación Nacional del Rifle, quien dejó la entrevista cuando se le pide una opinión sobre otro desastre ocurrido donde un niño de seis años disparó un arma contra una niña de casi la misma edad.

## Premios y reconocimientos
- Óscar al mejor largometraje documental en 2002.
- Premio del 55.º aniversario del Festival de Cine de Cannes.
- Premio César de la Academia de Cinematografía Francesa a la mejor película extranjera en 2003.